# 扎吉里亞-庫基利尼齊克
49°12′48″N 24°48′50″E / 49.21333°N 24.81389°E
扎吉里亞-庫基利尼齊克（烏克蘭語：Загір'я-Кукільницьке），是烏克蘭西部的村莊，隸屬伊萬諾-弗蘭科夫斯克州的伊萬諾-弗蘭科夫斯克區。該村面積6.04平方公里，2001年人口505，人口密度每平方公里83.6人。